# 活＠KCC

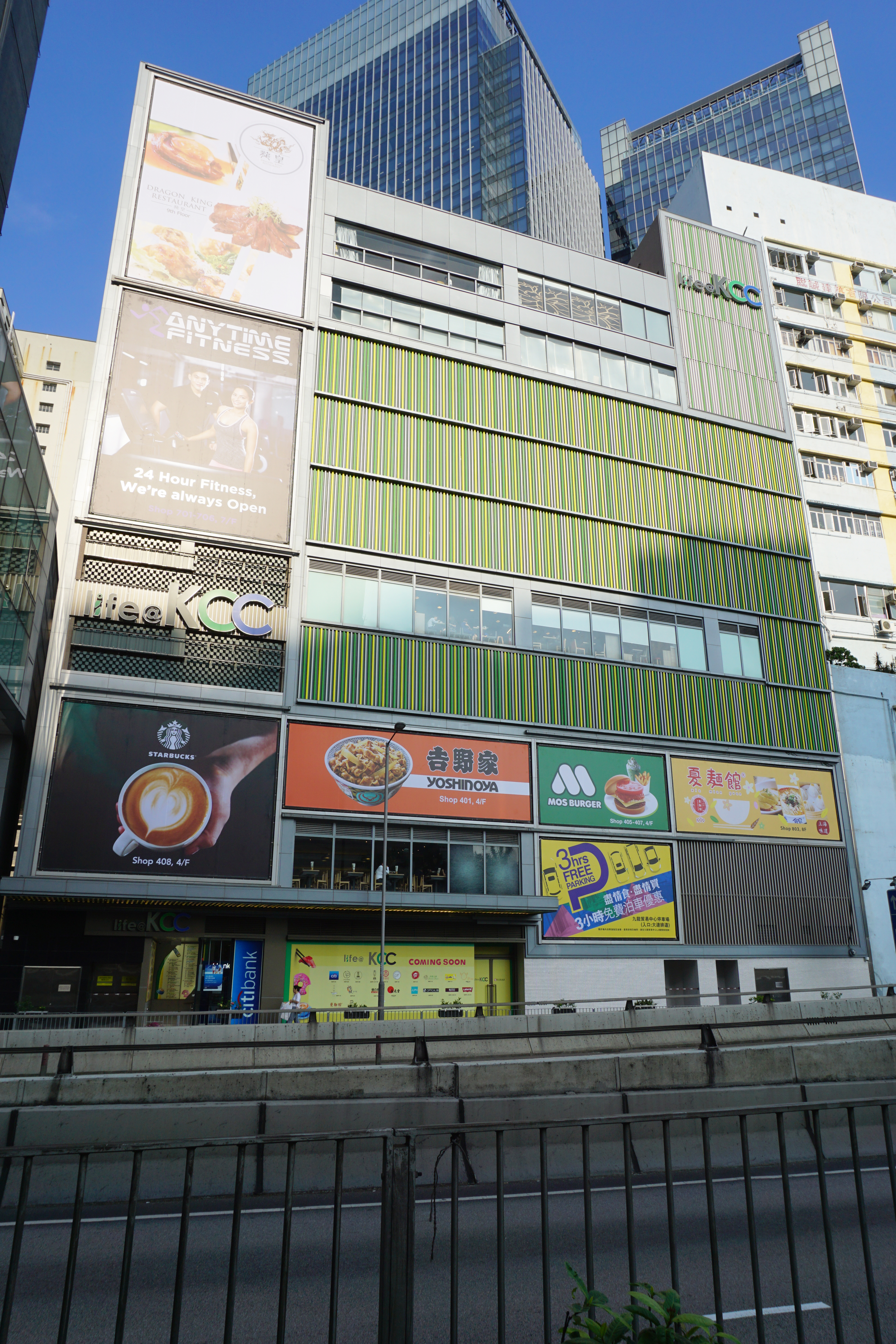
活＠KCC

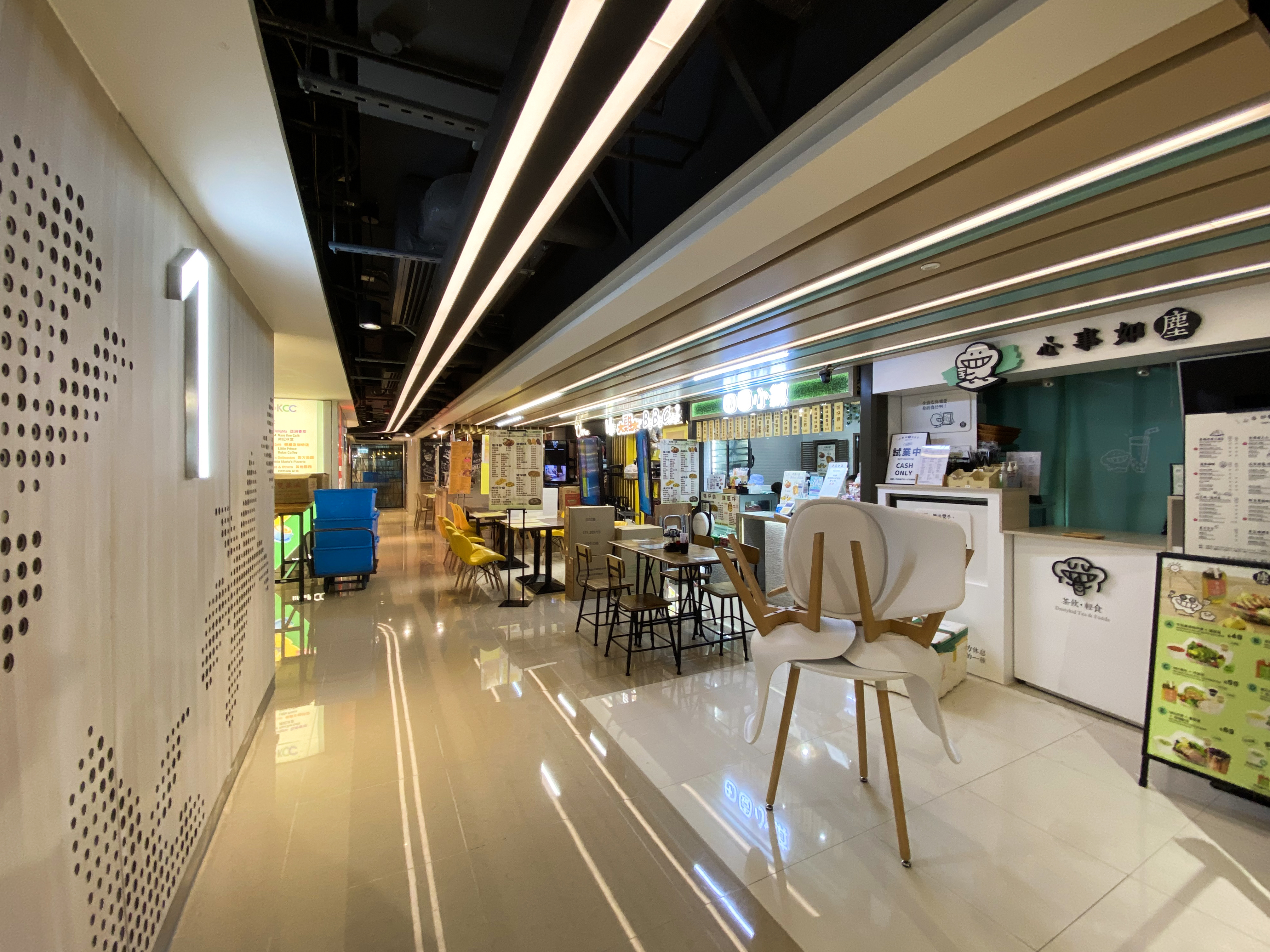
1樓，2020年

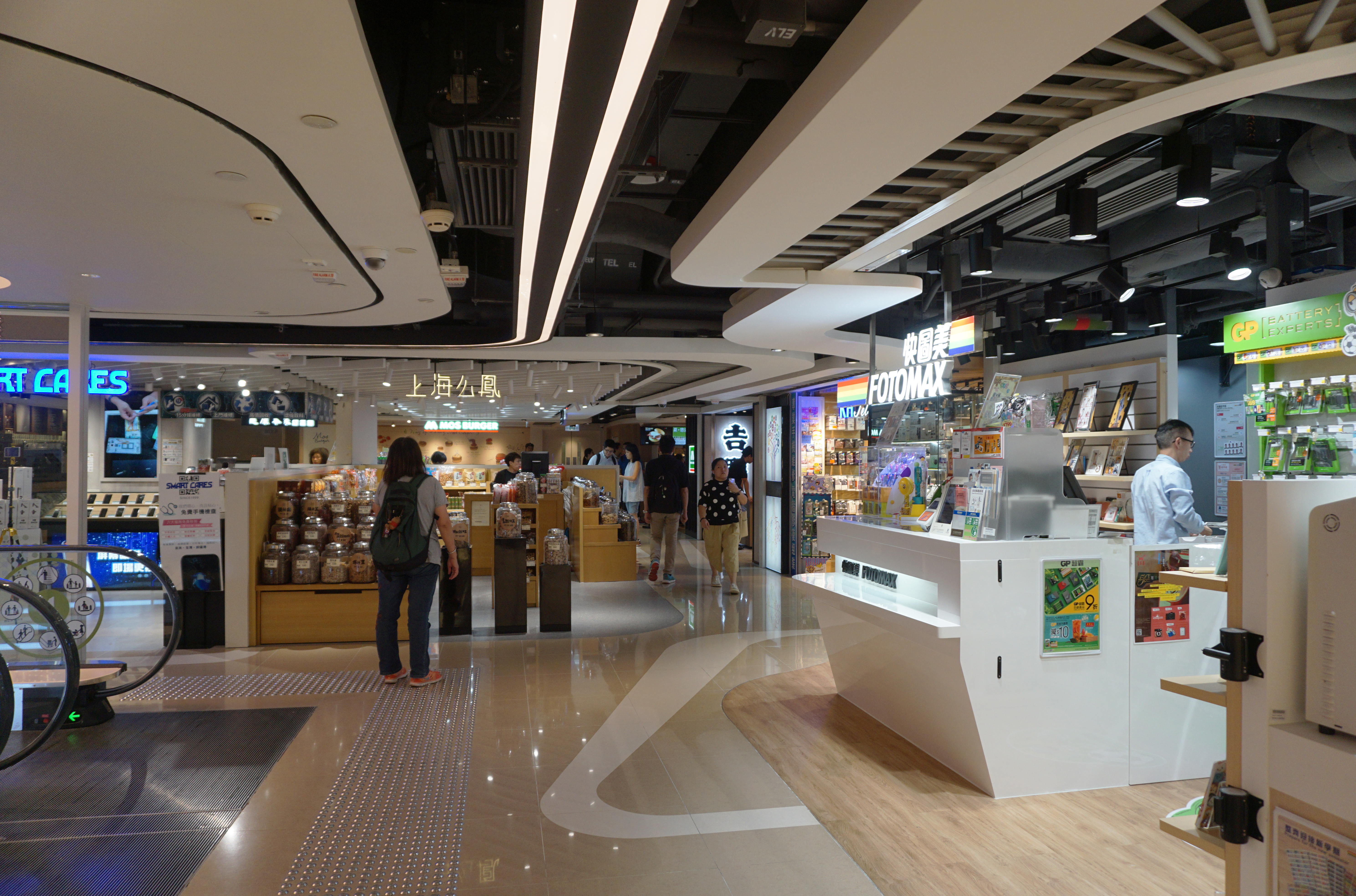
活＠KCC 4樓，2018年8月已新增手機及涼果店

活＠KCC（英語：life@KCC）位於葵涌葵昌路72至76號，共有10層，總建築面積近十萬方平方呎，於2017年落成，2018年5月2日對外開放，並於2018年6月正式開幕。為新鴻基地產旗下首個改裝的零售消閒項目，總投資額超過5億港元。

## 歷史
活＠KCC的前身是聯泰工業大廈。2011年，新鴻基地產以2.2億港元購入聯泰工業大廈，冀興建以生活消閒為主的商場。
2013年，新鴻基地產開始改裝聯泰工業大廈，並命名為活@KCC，原預計在2015年中落成。但其後落成時間多次延遲。由2017年第三季開幕延遲至2018年6月。2016年，發展商曾表示引入特色店舖，包括品酒及DIY手作，而商場頂層將設水療及健身中心。但最後以連鎖集團商店為主。

## 商場結構
商場樓高10層，涉及10萬平方呎。店舖數目可望達50至60間，當中七成是零售商舖，其餘三成是餐飲店舖。租戶包括眼鏡88、SaSa、Levi's、wanko、快圖美、Aqua Plaza、必勝客、吉野家、華御結、MOS Burger、Cafeholic Pâtisserie、Anytime Fitness、足君好和名苑酒家等。而5樓和6樓設教育中心
商場地下至四樓提供扶手電梯連接，亦有升降機停靠各層。商場三樓連接旁邊的行人天橋，經行人天橋可到達九龍貿易中心和葵興站。

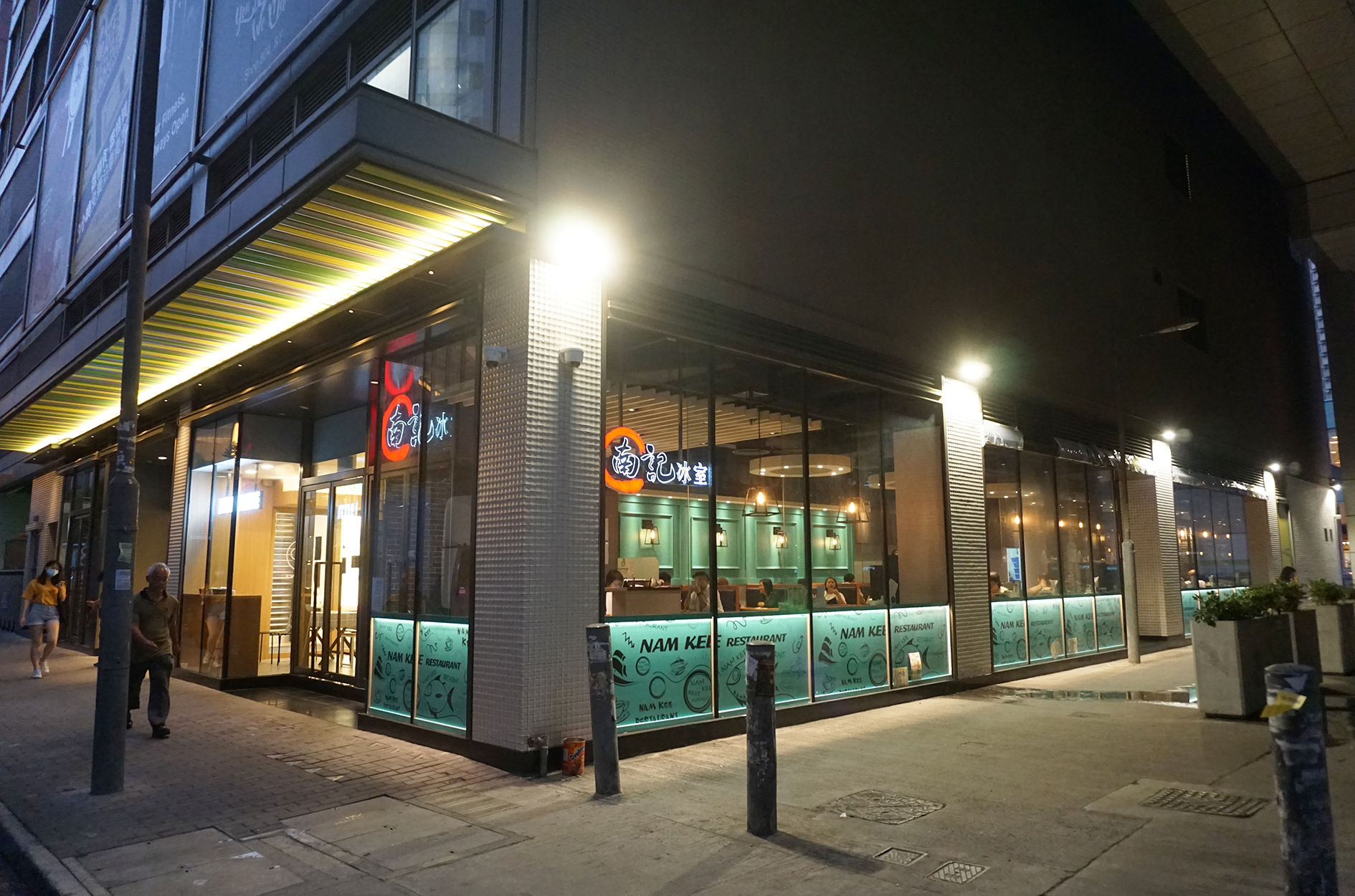
地下
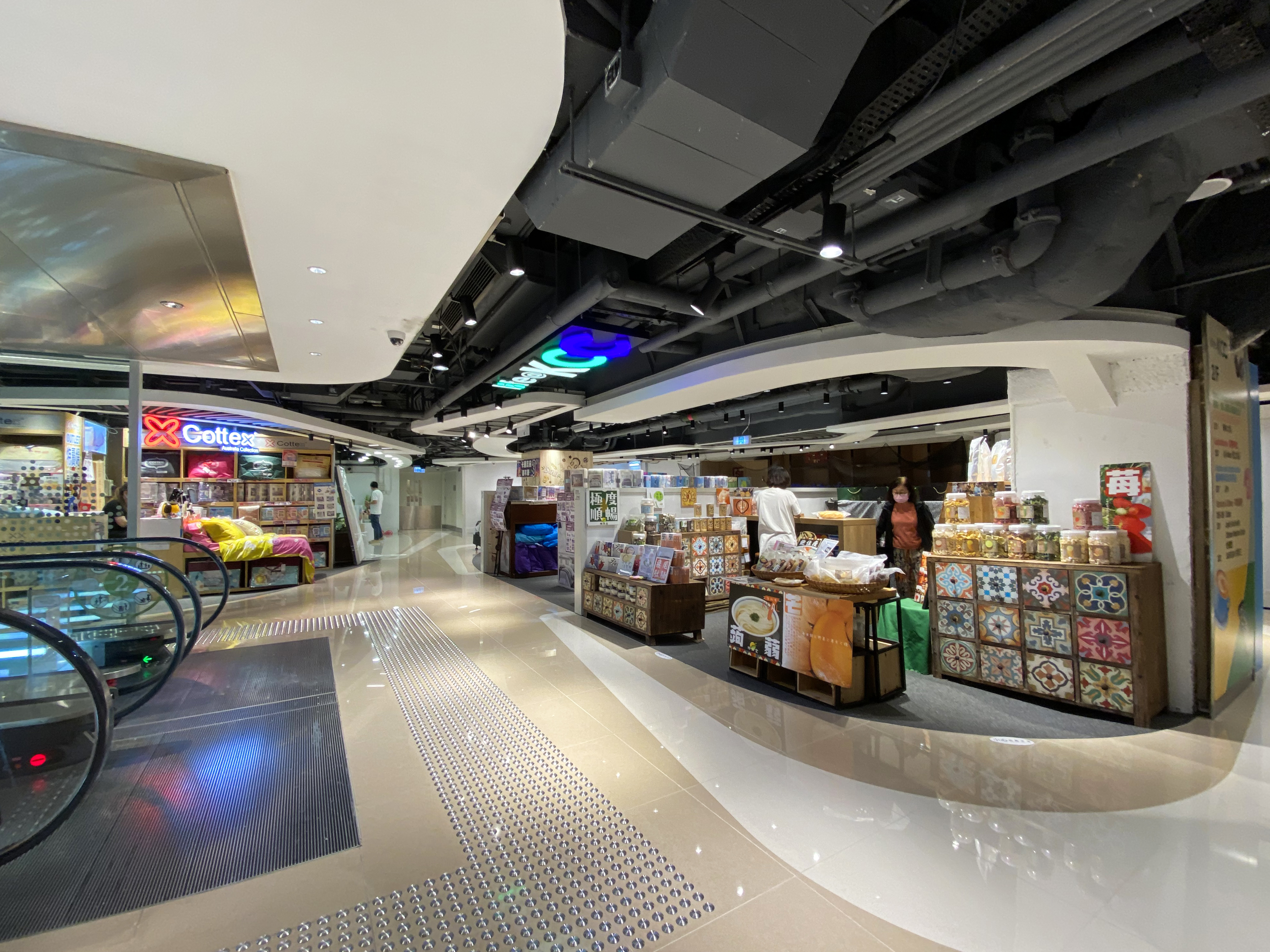
2樓（2021年）
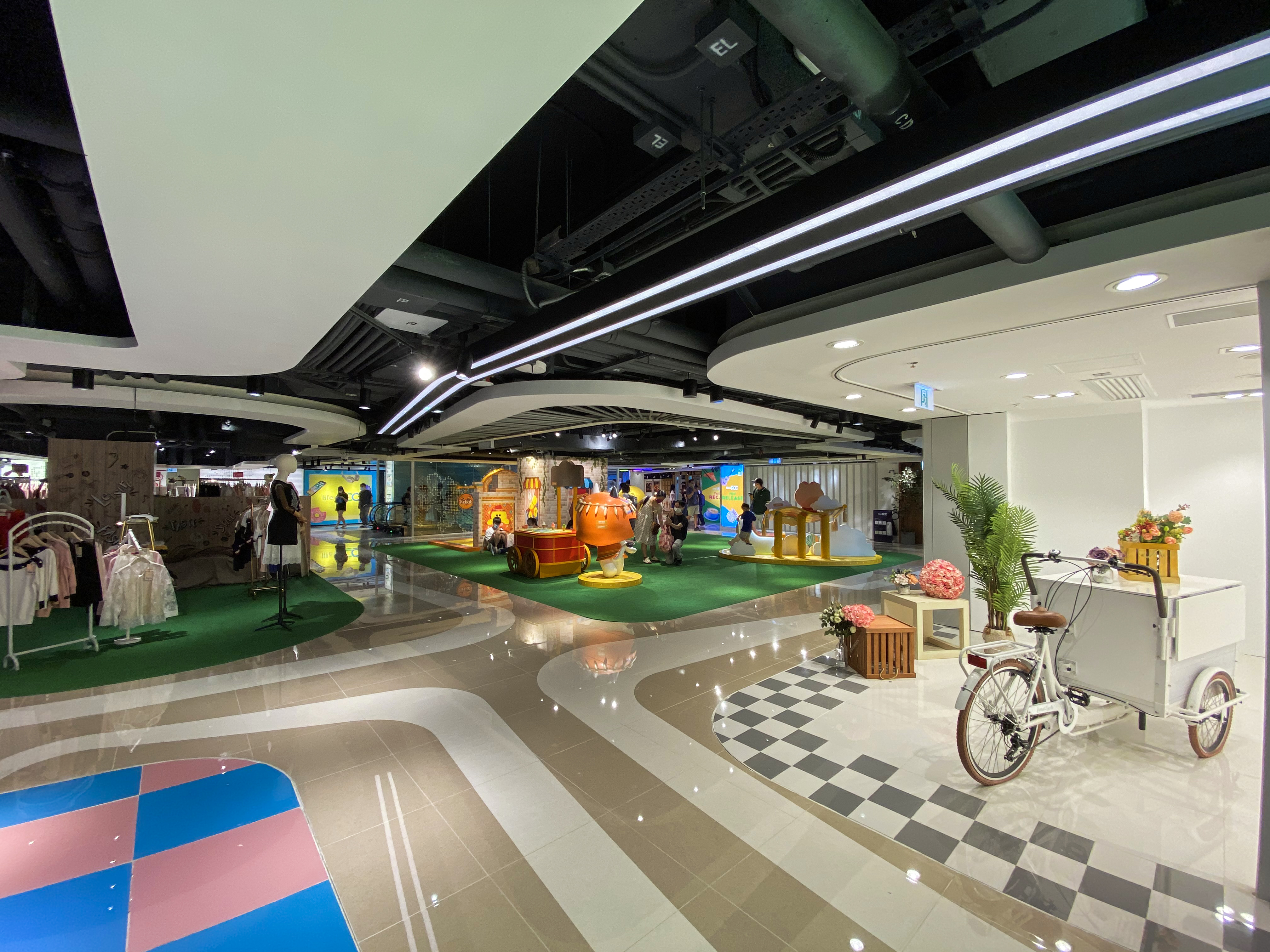
3樓有大量舖位空置中（2021年）
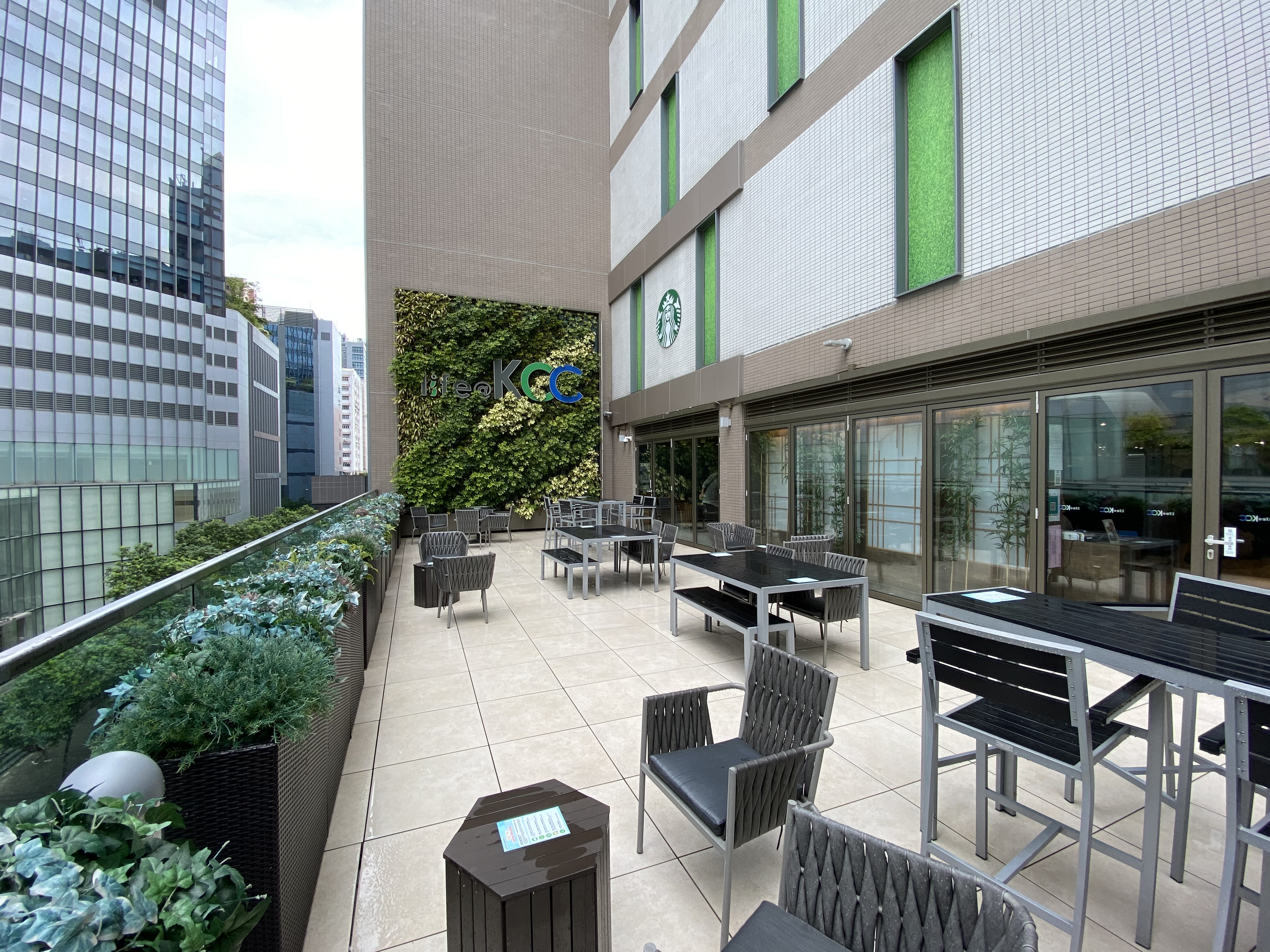
4樓平台
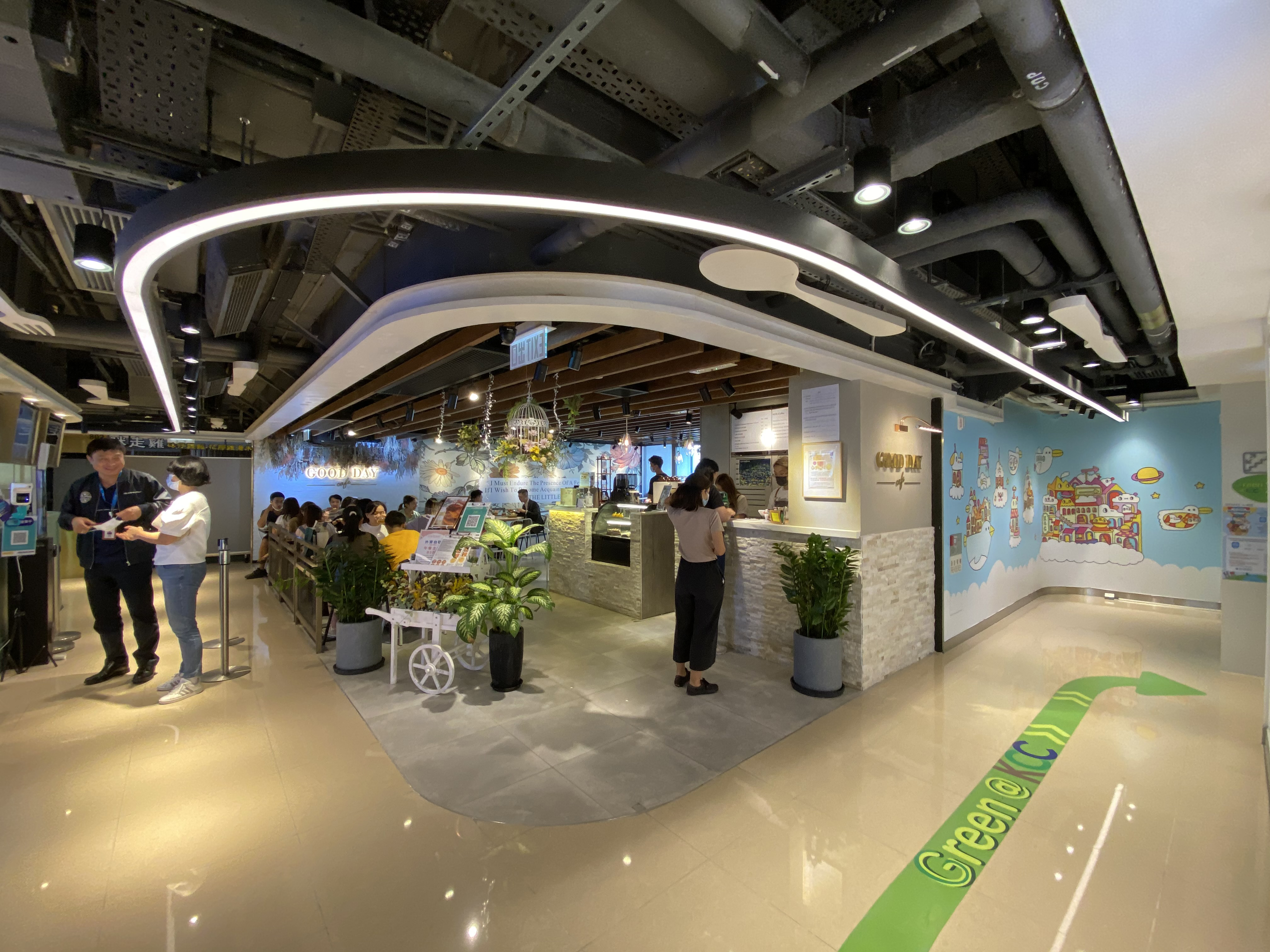
8樓餐廳（2021年）
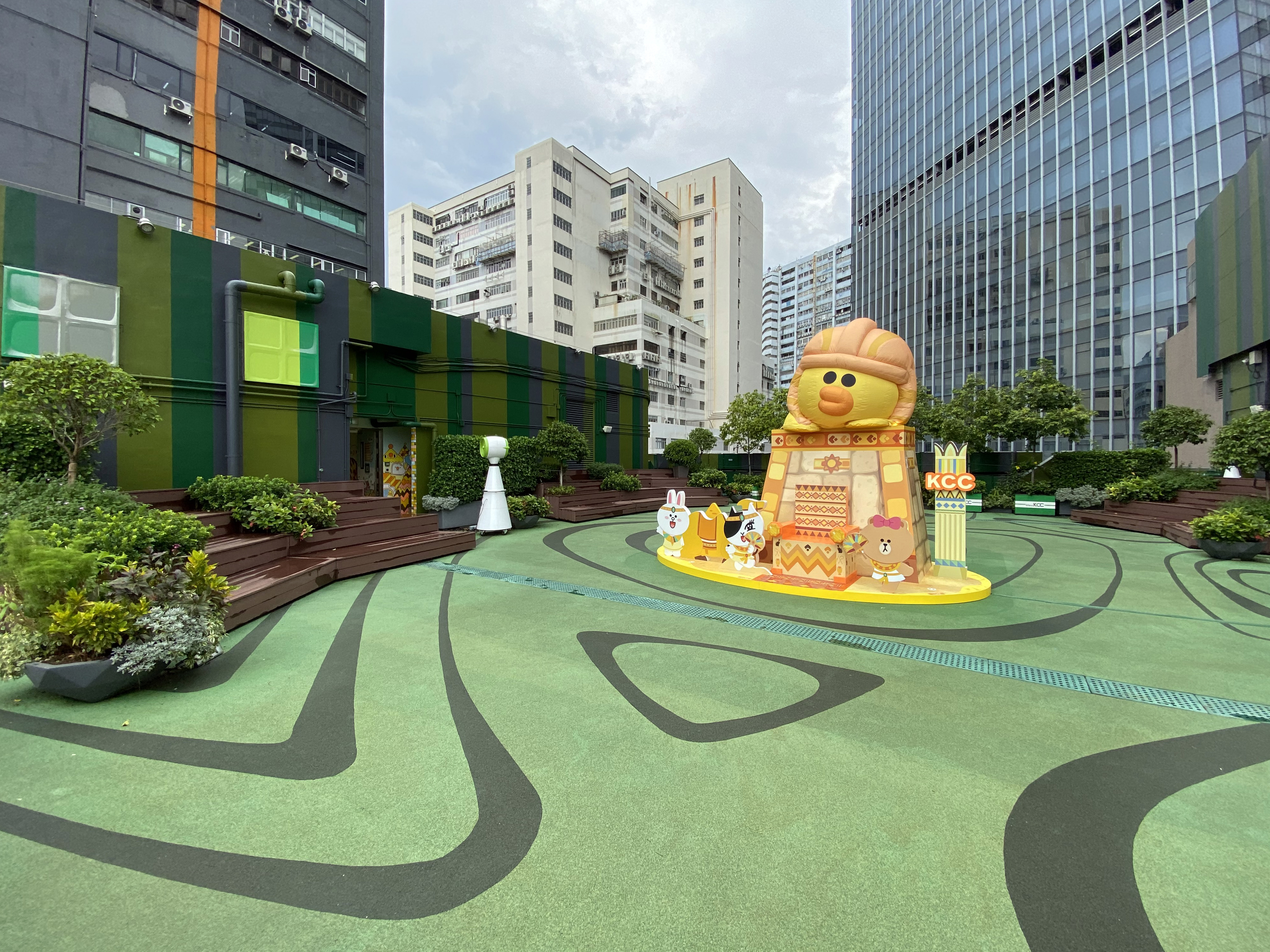
10樓天台花園（2021年）
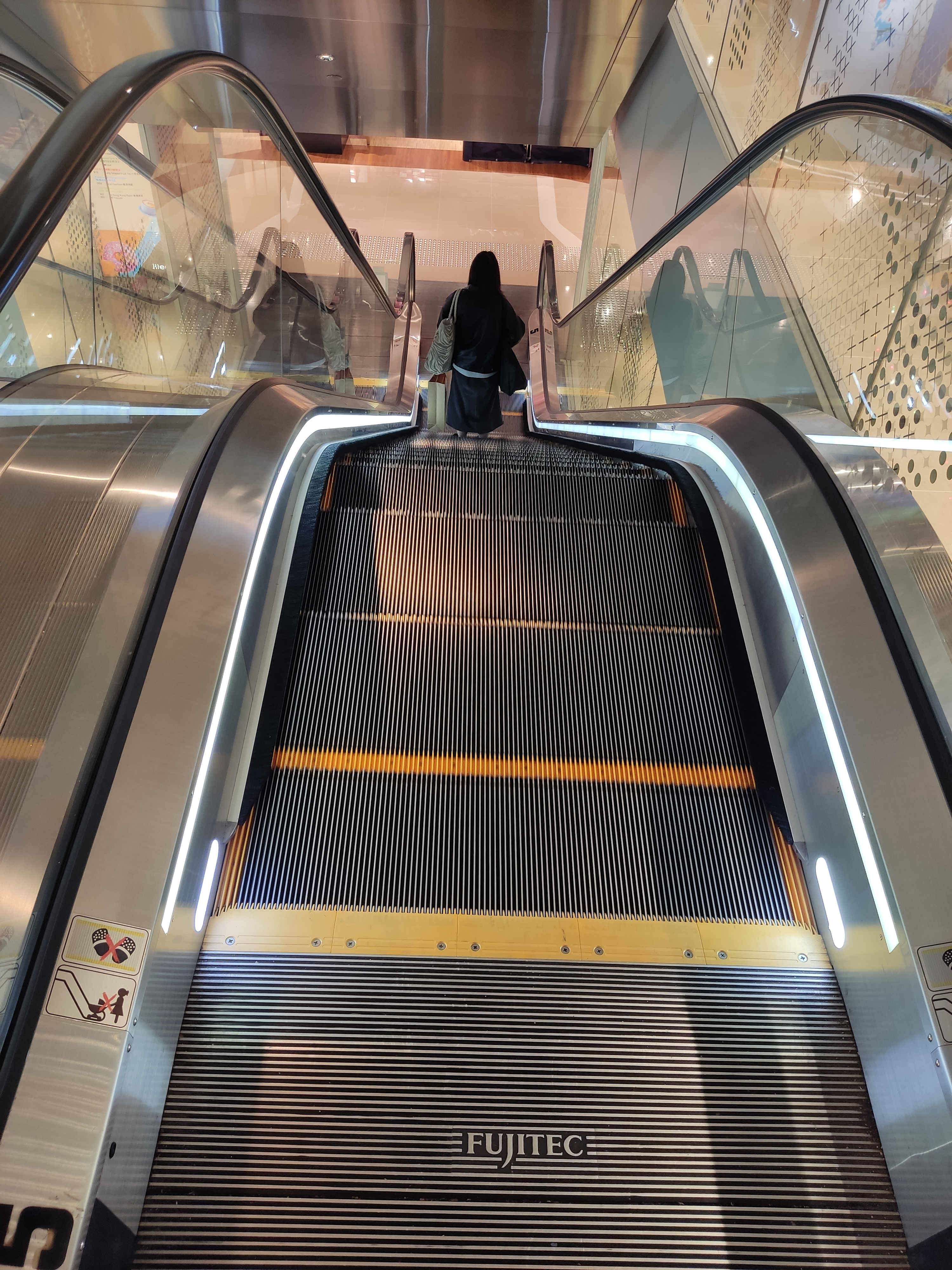
商場扶手電梯（2022年）
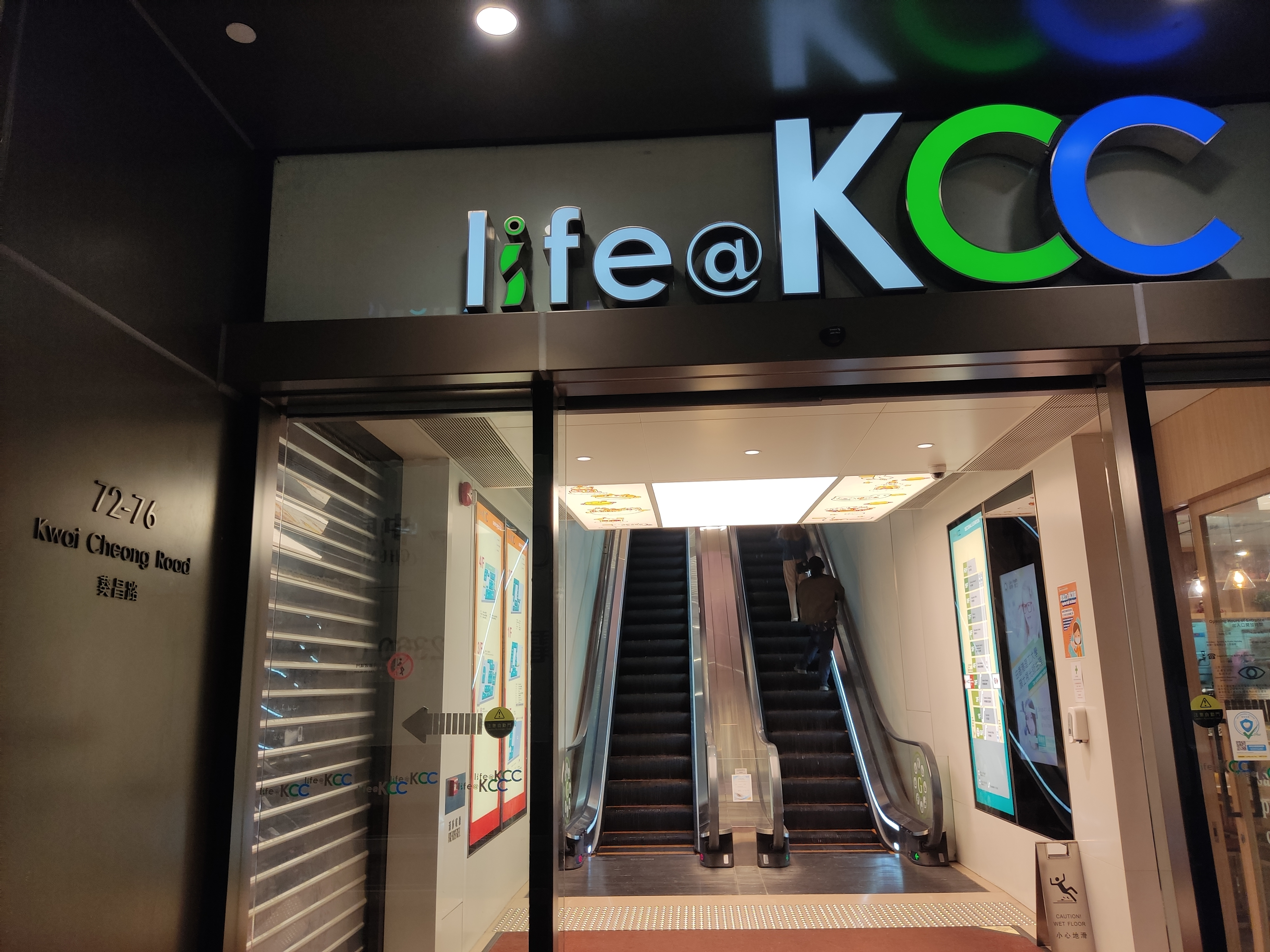
商場入口（2022年）

## 外部連結
- 活＠KCC網站 （页面存档备份，存于）
- 活＠KCC的Facebook專頁
- 活＠KCC的Instagram帳戶